# Het noodlot van Lukas Absdale
Het noodlot van Lukas Absdale is een roman uit 1919 van de Nederlandse schrijver F. de Sinclair, uitgegeven door Van Holkema & Warendorf in Amsterdam.

## Verhaal
Lukas Absdale is een 33-jarige man. Hij heeft de gave om de gedachten van andere mensen te lezen. Maar het is een gave waar hij geen controle over heeft en die hem iedere keer onverwacht overvalt. Hij hoort de gedachten van andere mensen alsof ze uitgesproken worden. Hij is dan soms niet in staat om onderscheid te maken tussen wat er daadwerkelijk gezegd wordt en wat er gedacht wordt. Hij antwoordt dan op vragen die niet uitgesproken zijn. Hierdoor brengt hij veel mensen in grote verlegenheid en het leidt iedere keer tot onaangename situaties. Om rust en genezing te vinden is Lukas al een paar keer verhuisd en heeft hij een jaar in Zwitserland gewoond. Hij is nu gaan wonen in het dorpje Arkelo. Aan de rand van het dorp staat een oud vervallen kasteel. Een gedeelte van het kasteel is nog als woonruimte geschikt en Lukas heeft deze woning nu gehuurd. Hij woont er sinds kort samen met zijn oude huishoudster. 
Hier in Arkelo wil Lukas opnieuw beginnen. Hij hoopt hier de rust te vinden die hij nodig heeft. Hij wordt al snel opgenomen in de dorpsgemeenschap, hoofdzakelijk in de kring der notabelen, de rijke inwoners van het dorp. Hij wordt bij veel families uitgenodigd en hij bezoekt het tennisveld om meer in contact te komen met de jongere mensen uit het dorp. Hij wordt verliefd op Marietje, de dochter van de burgemeester, maar zij is niet in hem geïnteresseerd. Door zijn neiging om op de gedachten van anderen te reageren, verstoort hij al snel de rust in de verschillende families. Mensen reageren diep verontwaardigd en hij wordt bij verschillende families uitgestoten. Uiteindelijk vertrekt hij weer uit het dorp.
Majoor Kleefstra en zijn dochter waren de enige bewoners van Arkelo die hem begrepen. 
Zoals Majoor Kleefstra zei : "Hij is de enige man die de mensen ziet zoals ze werkelijk zijn en denken. Maar niemand verdraagt de openbaarheid van zijn gedachten. De samenleving kan niet buiten schijn en leugen. We spelen allemaal komedie. We zijn allemaal acteurs. We leren onze rollen en zo acteren we ons hele leven voort. Lukas Absdale trekt het masker af. Hij luistert niet naar onze van buiten geleerde rol. En dat is iets dat niet wordt geaccepteerd."